# Polymixis mandschurica
Polymixis mandschurica är en fjärilsart som beskrevs av Charles Boursin 1970. Polymixis mandschurica ingår i släktet Polymixis och familjen nattflyn. Inga underarter finns listade i Catalogue of Life.